# خميس عقاب
خميس طَلَق خليّف عقاب العازمي المعروف باسم خميس عقاب (1940 في الفنطاس، الكويت - ) سياسي كويتي، سبق له أن أصبح عضوًا في مجلس الأمة الكويتي لفترتين، في مجلس 1985 ومجلس 1999.

## عنه
ولد في الفنطاس في الكويت في عام 1940، وحصل على بكالوريس محاسبة من جامعة القاهرة في عام 1964. أصبح عضوًا في مجلس الأمة الكويتي لفترتين، في مجلس 1985 ومجلس 1999. وكانت له نشاطات سياسية واسعة، وقد شارك مع عدد من الناشطين الكويتين بتأسيس التحالف الوطني الديمقراطي. وعمل في مجال الرياضة حيث كان أمينا للسر في الاتحاد الكويتي لكرة القدم. عرف بمعارضته الشديدة لتنقيح الدستور الكويتي. كما انتخب لمنظمة برلمانيون عرب ضد الفساد وجمعية حقوق الإنسان الكويتية وجمعية حماية الأموال العامة. وكان من أشهر نواب المعارضة بعد حل مجلس الامة الكويتي العام 1985.